# جوي دالي
جوي دالي (بالهولندية: Joey Dale)‏ هو منتج أسطوانات وملحن وموسيقي ودي جيه هولندي، ولد في 1 يوليو 1993 في هولندا في مملكة هولندا.

## وصلات خارجية
- الموقع الرسمي
- جوي ديل على موقع ميوزك برينز (الإنجليزية)
- جوي ديل على موقع ديسكوغز (الإنجليزية)